# Ayesha Imam
Ayesha Imam es una activista de derechos humanos nacida en Nigeria. Ha sido jefa del departamento de Cultura, Género y Derechos Humanos del Fondo de Población de las Naciones Unidas y miembro fundadora y secretaria coordinadora nacional de la organización Mujeres en Nigeria. Más tarde asumió la coordinación la organización BAOBAB para los Derechos Humanos de las Mujeres. Desde abril de 2017 hasta marzo de 2023, asumió la presidencia de la junta directiva de Greenpeace International.
Imam participó en la apelación para anular la condena por muerte de Amina Lawal.

## Biografía
Se licenció en sociología en el Politécnico del Norte de Londres en 1980, continuó sus estudios en la Universidad Ahmadu Bello (ABU) de Nigeria en 1983 y se doctoró en la Universidad de Sussex. En 1983, fue secretaria de coordinación, de Mujeres en Nigeria, una organización feminista con sede en Zaria. En 1996, cofundó BAOBAB, una organización de defensa de los derechos de las mujeres que brinda protección legal a quienes han sido acusadas con códigos penales basados en la Sharia y que acaban con sentencias de flagelación o lapidación. Como directora de BAOBAB for Women's Human Rights  durante la introducción de la sharia, la organización realizó seminarios en todo el país para discutir la interpretación de las leyes musulmanas para apoyar los derechos de las mujeres.
En una entrevista de 2003, Imam señala que no todas las leyes relacionadas con la Shariah provienen de los versos del Corán y que algunas son interpretaciones masculinas de revelaciones divinas años después de la publicación del Corán, tales interpretaciones incluyen la muerte por lapidación de una mujer por adulterio y amputación por robo. Por lo tanto, cree que no todas las leyes del código penal de la sharia en Nigeria, especialmente las relativas a algunos aspectos de la zina y el control de la sexualidad, son inmutables.
En 2002, recibió el premio John Humphrey Freedom Award. 
Imam es miembro del Foro Feminista Africano que en 2006 impulsó la Carta de Principios Feministas para Feministas Africanas aprobada en una reunión celebrada en Acra en la que participaron un centenar de feministas activistas de toda la región y de la diáspora.